# Martin Hála
Martin Hála (Olomouc, 24 marzo 1992) è un calciatore ceco, difensore del Bohemians 1905.

## Palmarès

### Club

#### Competizioni nazionali
- Coppa della Repubblica Ceca: 1

Sigma Olomouc: 2011-2012